# Invocazione

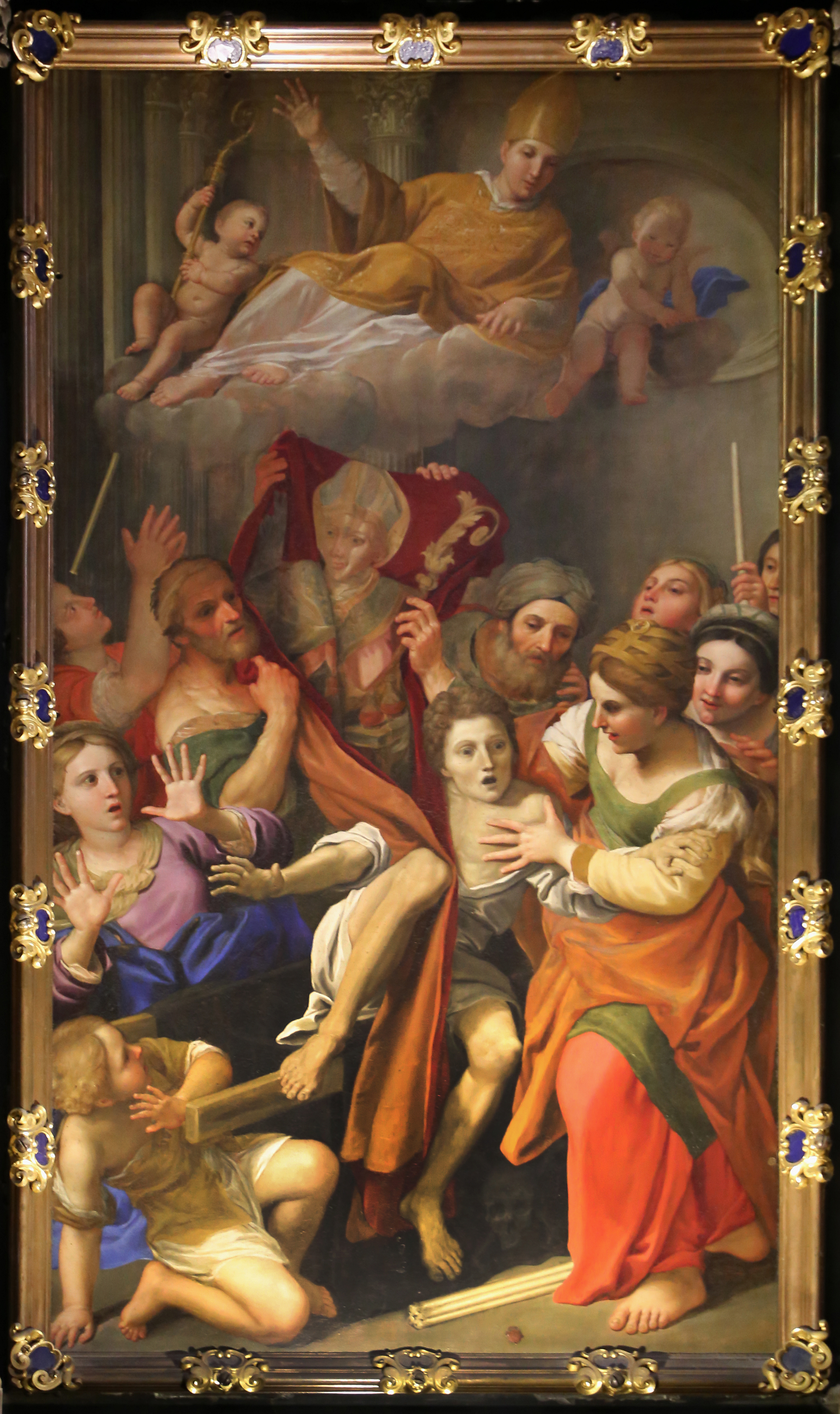
Un'ossessa liberata dall'invocazione di San Gennaro.

Il termine invocazione, utilizzato in ambito religioso, spirituale, e talora nel contesto della magia e dell'occultismo, designa una richiesta rivolta ad una potenza divina superiore, implorandola affinché fornisca un aiuto, un sostegno, o una protezione.
A seconda dei casi, può essere sinonimo di supplica o di preghiera, oppure indicare l'incantesimo con cui si impartisce un comando o si effettua un rituale di evocazione, o ancora può significare la chiamata con cui si auspica una forma di possessione.

## Differenze con l'evocazione

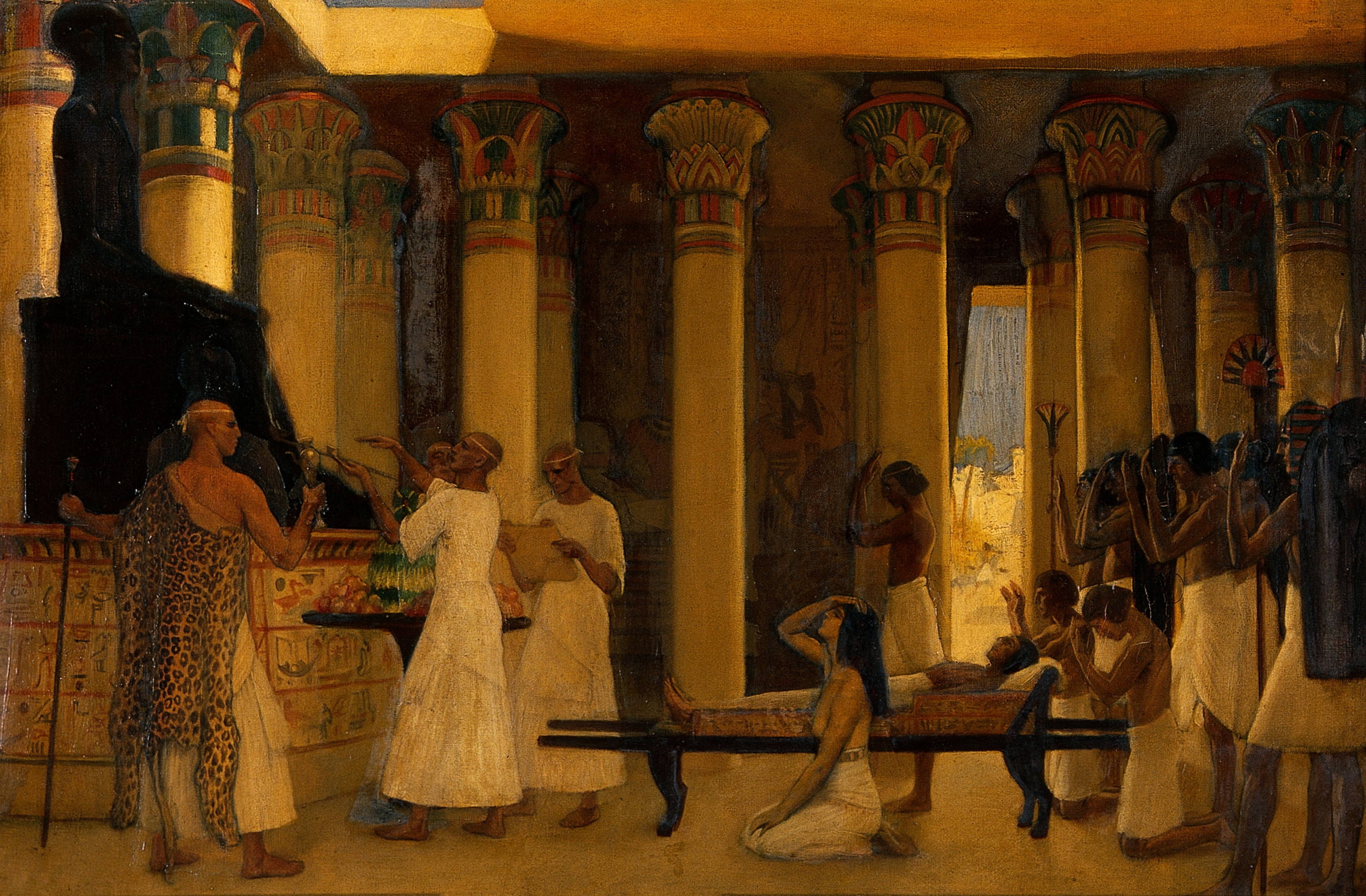
Un'invocazione a Imhotep, dio egizio della medicina.

Il termine, derivante dal latino in-vocare, «chiamare dentro», andrebbe propriamente distinto dall'evocazione (da ex-vocare, «chiamare fuori»), sebbene possa essere talora utilizzato come sinonimo di quest'ultimo.
Mentre infatti l'invocazione consiste spesso in una vera e propria forma di preghiera espressa a un livello puramente interiore verso un'entità divina, o un angelo, un santo, un patrono, l'evocazione al contrario si prefigge di stabilire un contatto esteriore, su un piano sensibile e manifesto, con gli spiriti dei trapassati, con quelli erranti, o di natura infera.
L'evocazione mira in definitiva a far discendere un'anima dall'aldilà, l'invocazione invece a elevare il praticante stesso.

## Esempi storici di invocazione

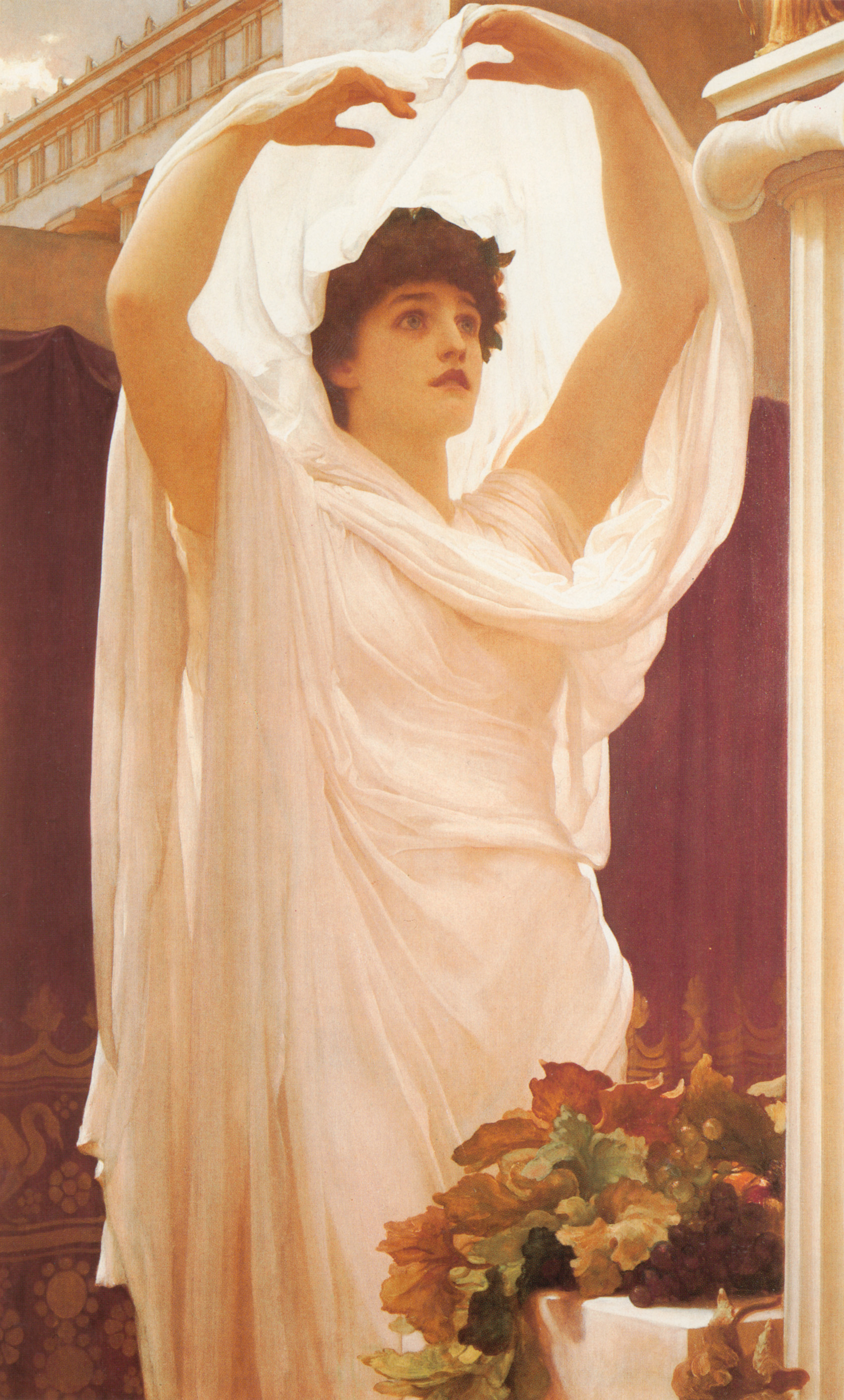
Invocazione di Vesta da parte di una sacerdotessa romana.

L'invocazione delle divinità nel mondo antico seguiva generalmente delle formule di rito già fissate e prestabilite, attestate dai canoni letterari. Oltre all'ambito religioso, infatti, esempi in tal senso abbondano nella letteratura greca e romana, nelle quali l'intervento soprannaturale delle Muse era ritenuto indispensabile per ispirare i poeti e infondere capacità di elevazione alla loro arte, impossessandosi di loro stessi.

Diverse modalità di invocazione, chiamata in greco epiclesi, commiste al genere dell'inno, sono presenti nel proemio dell'Iliade, dell'Odissea, e dell'Eneide, nel De rerum natura di Lucrezio, nella Tebaide e nell'Achilleide di Stazio, nelle Metamorfosi di Ovidio, in Boezio, ecc. fino a Dante, che all'inizio di ognuna delle tre cantiche della Divina Commedia, e in altri punti, invoca l'assistenza delle Muse, oppure di Apollo, anche come garanzia di legittimità del livello di conoscenza e di verità contenuto nei propri versi.

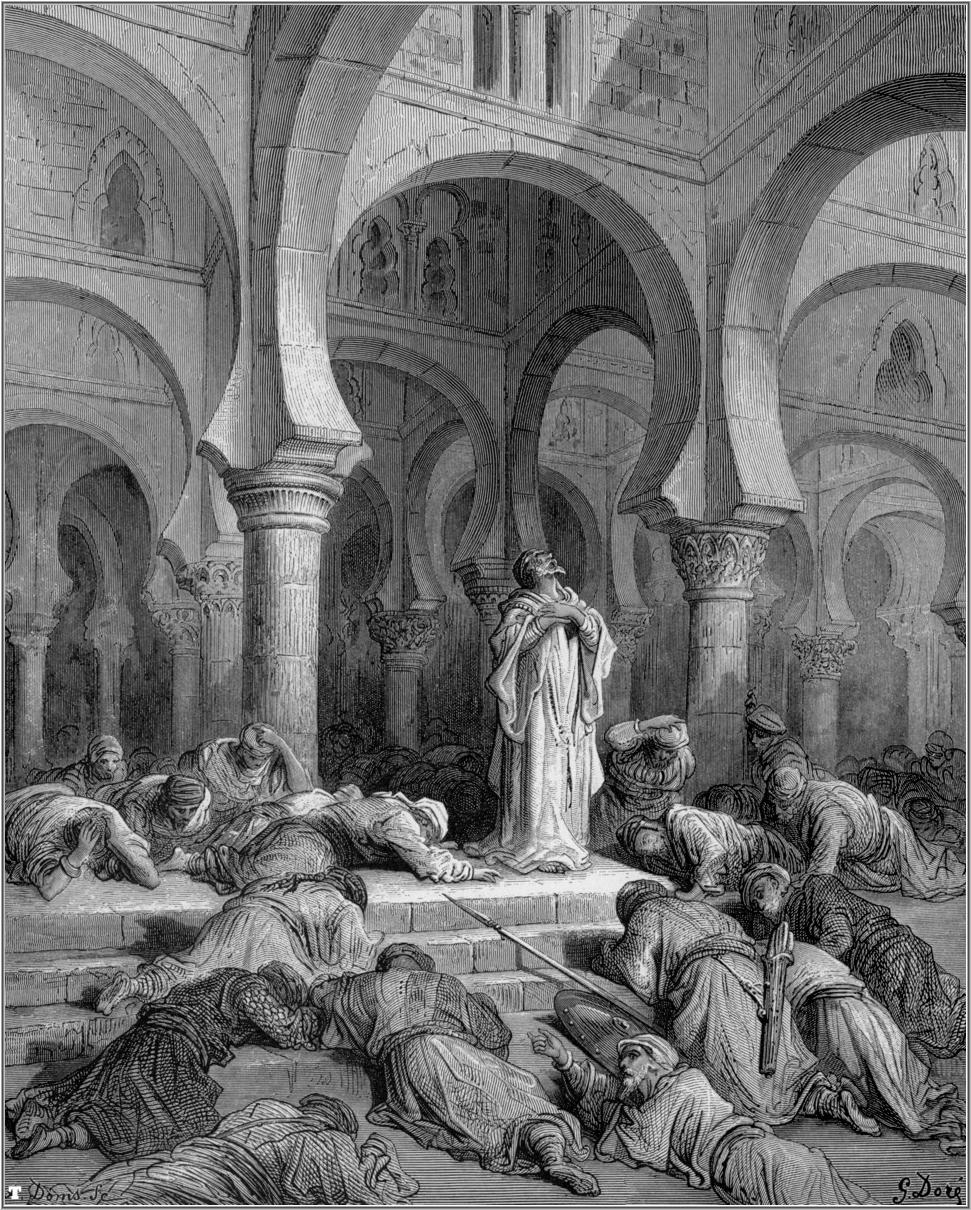
Invocazione a Maometto, tra le illustrazioni di Gustave Doré della Storia delle Crociate (1883).

o mente che scrivesti ciò ch'io vidi,

qui si parrà la tua nobilitate.»
(Inferno, canto II, 7-9 )
Nel cristianesimo, durante il momento culminante della messa, si invoca la potenza dello Spirito Santo nella preghiera eucaristica detta anafora, perché avvenga il fenomeno della transustanziazione che converta il pane e il vino nel Corpo e Sangue di Cristo.
Nel Medioevo, riprendendo usanze pagane, si usava introdurre i documenti ufficiali con formule invocative, del tipo «in nomine Dei» («in nome di Dio»): oltre che verbale, tale invocazione poteva anche essere simbolica, riportando solamente il monogramma di Cristo, o altri glifi.
Analoga funzione svolge in ambito islamico l'invocazione Bismillah («In nome di Dio il Misericordioso»), con cui si aprono tutte le sure del Corano.
Altri esempi di invocazione si hanno nei rituali magici, come la teurgia o più recenti pratiche cerimoniali; nell'orfismo assumevano la forma di inni, utilizzati da alcune sette religiose del III secolo d.C., e ripresi dall'umanista Marsilio Ficino a scopi terapeutici dell'anima e dei corpi sottili.
Nella goezia l'evocazione di uno spirito, che consiste nel tracciare un cerchio magico, si abbina alla fase dell'invocazione, nella quale il mago entra fisicamente all'interno di questo. Attraverso tali pratiche, dalle più semplici alle più complesse, egli mira in un certo senso a fondersi e diventare un tutt'uno con le manifestazioni della divinità, ricevendone una sorta di possessione per acquisirne le doti emotive e intellettuali.
I rituali codificati delle tradizioni occulte, a ogni modo, prevedono solo l'invocazione di esseri che siano ben disposti verso il mago.